# Brătușeni, Edineț
Brătușeni este satul de reședință al comunei cu același nume din raionul Edineț, Republica Moldova.

## Istorie

### Evul Mediu
Prima mențiune documentară a localității Bratășani este cuprinsă în actul gospodăresc din 13 aprilie 1560. În această vreme, domnitorul Moldovei, Alexandru Lăpușneanu, a donat o parte din moșia Cupcini din stânga râului Ciugur lui Bratăș și fraților săi Ion și Simca:
„Alexandru voievod, din mila lui Dumnezeu, domn al Țării Moldovei. Iată ca pe aceste adevărate slugi ale noastre Bratăș și fratele său Ion și Simca, l-am miluit cu mila noastră deosebită, le-am dat și le-am întărit dela noi, în țara noastră în Moldova, ocina lor dreaptă și cumpărătura lor din privilegiul de cumpărătură ce au avut ei dela Petru voievod, un sat anume Cupcicea, pe Ciuhur și cu iaz și cu moară pe Ciuhur, ca să le fie dela noi cu tot venitul. Altul să nu se amestece.

Scris în Iași, în anul 7068 <1560>, Aprilie 13.

Marele logofăt. Faceți-le uric.

Dumitru a scris.”
Un document din 1585 dovedește existența toponimului Bratășani. Faptul existenței satului Bratășani este confirmat și în hrisovul domnitorului din 26 martie 1605, în care I. Movila, domnitorul Moldovei, aprobă a treia parte din satul Cupcini, „care este numit Bratășani”, plugarului Ilie Bacioc. Conform hrisovului lui Vasile Lupu din 14 iulie 1637, fiind sate-„gemene”, Cupcini și Bratășani, făceau parte din ținutul Hotin. În secolul al XVIII-lea, odata cu transformarea ținutului în raiaua turcească, satul Bratășani trece în ținutul Iași, dar localitatea Cupcini rămâne în raiaua Hotin. Printre proprietarii satului în secolul al XVII-lea se afla o rudă  lui Movilești și lui Vasile Lupu, un  demnitar de rang înalt și mare moșier Dumitru Buhus.

### Epoca Modernă
Din ianuarie 1804 satul Bratășani a fost condus de boierul Dracachi Roset. În 1817 acest sat de pe malul râului Ciugur, cu 13 gospodării țărănești, o moară și 2 iazuri, situate în văi, pentru adăparea animalelor, a trecut în stăpânirea lui Iordache Gafencu (1773-1824), care, la 2 iunie 1821, a luat titlul de nobil. În moșia lui locuiau și lucrau 15 familii de țărani iobagi.
În 1817 satul Brătășeni făcea parte din ocolul Ciuhur din ținutul Iași. In anul 1821, conform cărții  genealogice, Iordache Gafencu, neangajat in serviciu, locuia în ținutul Iași, târgul Soroca. El continua să dețină pământul în satul Bratășani, unde locuiau deja 30 de familii de țărani. Până în a doua jumătate a secolului al XIX-lea in satul Bratășani nu era nici o infrastructură. Recensământul din 1824 arată că la acea vreme în sat locuiau 119 familii. Cea mai mare parte a sătenilor care locuiau în Bratășani erau русины, precum și originari din Ucraina, care atunci erau numiți малороссами. Până la sfârșitul anilor 20  al sec. al XIX-lea moșia Bratășani era deținută de moștenitorii lui Iordache. În 1835, în sat locuiau 211 familii de țărani. Simțind o lipsă de forță de muncă, proprietarii locali au fost nevoiți să o caute în alte părți. Așa în sat au apărut țărani din Podolia, Cernigov, Volânia și alte gubernii. Aici s-au mutat și țăranii din Bucovina. Creșterea numărului de locuitori ai regiunii în această perioadă a fost fără precedent. În 1859, așezarea cuprindea deja 238 case (522 de bărbați și 526 de femei), iar primul recensământ general al populației al Imperiului Rus, din 1897, înregistrează 2.186 de persoane în satul Bratușani, județul Bălți.
În urma reformei agrare de la Brătușeni, situația social-economică s-a schimbat. Conform actelor statutare din 1871, emise proprietarilor satului, descendenții lui Iordaka Gafenko (E. E. Gafenko, E. N. și E. N. Gafenko, A. N. Kuzminskaya, A. S. Gafenko, E. K. Dobrograeva, L. G. Aleynikova), țăranii, dependenți de pământ, s-au transformat anterior în coloniști liberi cu pământ.
În anul 1873 a fost construită din piatră Biserica „Sfinții Apostoli Petru și Pavel” din Brătușeni. Primul preot al acestei parohii a fost Elisei Gheorghianov. În 1878 a fost deschisă pe lângă biserică o școală parohială sub conducerea lui Fiodor Koșer. În 1896 a fost deschisă în sat o școală ministerială cu o clasă cu o perioadă de studii de trei ani, unde lucrează profesorul Danilov și profesorul de drept Elisei Gheorghianov. La 1 ianuarie 1908 în sat s-a deschis un spital cu 9 paturi.
În 1909 a fost instalată linia telefonică de la Bălți la Zabriceni prin satul Bratușăni. În 1914 populația aici era de 2309 de persoane. La Bratușanî funcționa un spital (medic Alexander Balik), o școală publică cu două clase (profesor de religie era Nil Gheorghianov), o școală parohială, două mori cu aburi.
În timpul Primului Război Mondial, Bratușanî, la fel ca și întreaga Basarabia, a fost o zonă de prima linie. Sătenii s-au trezit în primele linii ale acestui război. Conform datelor aproximative, cu 272 mobilizați, pierderile în morți și morți din cauza rănilor sunt de 29 persoane, prizonieri — 42.

### În componența  României (1918 – 1940)
În 1923, satul Brătușeni avea o populație de 4.165 de locuitori. Aici era o fermă boierească, o livadă de pomi fructiferi, două grădini de legume, 3 mori cu aburi, două școli primare mixte, o grădiniță, o biserică ortodoxă, o bancă populară, un post de jandarmerie, o primărie, 3 cârciumi.
În 1928, infrastructura satului a fost completată de Casa de Cultură „Spiru Haret”, 6 magazine alimentare, o băi, o brutărie, 3 mașini de treierat, și o altă cârciumă, în 1934 - 1935. — confesiunile evanghelice și baptiste, iar în 1939 — o nouă clădire școlară.

### Perioada sovietică (1940 – 1991)
În noiembrie 1940, Brătușeniul a devenit un centru raional, care includea 28 de consilii sătești. Construcția socialismului a fost întreruptă de izbucnirea războiului de către Germania și aliații săi împotriva URSS.
La 4 iulie 1941, trupele germano-române, în luptele cu unitățile sovietice ale Diviziei 16 Panzer a Corpului 2 Mecanizat al Armatei 9, au capturat satul Brătușeni. Puterea a trecut în mâinile administrației românești. În anii de război, cel puțin 74 de militari, originari din sat, au murit sau au dispărut pe fronturile celui de-al Doilea Război Mondial. Brătușeni a fost eliberat la 25 martie 1944 de trupele Diviziei 206 Infanterie a Armatei 27 a Frontului 2 Ucrainean în timpul operațiunii Uman-Botoșani.
Imediat după plecarea administrației românești, puterea sovietică a revenit în sat. Brătușeni devine din nou un centru regional. În 1946 s-a înființat prima fermă colectivă la Brătușeni, purtând numele de Stalin. În scurt timp economia a fost restabilită și analfabetismul a fost eliminat. Foamete 1946 — 47 conform statisticilor, a luat viața a 132 de locuitori din Brătușeni. După al doilea val de deportări, în urma căruia cel puțin 74 de locuitori au fost expulzați din sat, în 1949 restul fermelor individuale din  Brătușeni au fost unite în gospodăriile colective „25 de ani ai Moldovei” și „Iskra”. . În 1952, la o adunare a cetățenilor, fermierii colectivi din trei ferme colective au luat decizia unanimă de a uni toate fermele într-un singur artel agricol care poartă numele lui Stalin, care în 1959 a fost transformată în ferma colectivă Drujba, iar în 1960 în ferma de stat cu același nume.
După desființarea districtului Brătușeni în 1959, populația satului era de 5775 de oameni.
Ferma de stat Drujba s-a specializat în creșterea animalelor, cultivarea sfeclei de zahăr și a tutunului și producția de semințe de elită. Pe baza acesteia, în 1973, a fost deschisă o instituție de învățământ de specialitate secundară - Școala Tehnică a Fermei Zootehnice Brătușeni. A pregătit zootehnicieni cu o specializare restrânsă (creșterea vitelor, creșterea porcilor) pentru a lucra în interferme, întreprinderi, complexe și asociații specializate. Suprafața terenului agricol al fermei-școală tehnică de stat a fost de 5634 hectare, inclusiv teren arabil - 4436, grădini - 550 hectare (1980). Dotat cu utilaje agricole moderne: 79 tractoare, 50 camioane, 14 combine, etc. Randament mediu (1979, c/ha): grâu de toamnă - 41,8, porumb pentru cereale — 34,1, struguri — 62, legume — 248 , fructe — 62,1 ; activele fixe în scopuri agricole s-au ridicat la 6452 mii ruble, producția brută - 3855 mii ruble. De la înființare, școala tehnică a fermelor de stat a pregătit pentru oameni. deținând 660 de specialiști (1979). În anii 70 Conturile școlii tehnice de stat „Drujba” conțineau profit de peste trei milioane de ruble. În perioada sovietică, un centru cultural cu instalație de film, o sală de expoziții, un centru de servicii publice, o bibliotecă, o școală secundară cu predare în limba rusă, un spital raional cu 100 de paturi, o stație de prim ajutor, o farmacie, 4 grădinițe. , un hotel, o cantină, magazine, un oficiu poștal, un sistem de alimentare cu apă, un parc de recreere, monumente ale lui Lenin și ale sătenilor care au murit în Marele Război pentru Apărarea Patriei. Avea propria brutărie. La ferma-școala tehnică de stat era o școală de hipism. La 8 km de sat era o gară pe calea ferată — St. Brătușeni.
În 1989, în satul Brătușeni locuiau 6201 de oameni.

## Demografie

### Structura etnică
Structura etnică a satului conform recensământului populației din 2004:
| Grup etnic         | Populație | % Procentaj |
| ------------------ | --------- | ----------- |
| Ucraineni          | 3.600     | 74,64%      |
| Moldoveni / Români | 822       | 17,04%      |
| Ruși               | 290       | 6,01%       |
| Găgăuzi            | 53        | 1,1%        |
| Bulgari            | 21        | 0,44%       |
| Polonezi           | 2         | 0,04%       |
| Evrei              | 1         | 0,02%       |
| Alții              | 34        | 0,7%        |
| Total              | 4.823     | 100%        |

## Personalități

### Născuți în Brătușeni
- Ivan Vakarciuk (1947–2020), fizician ucrainean, rector al Universității din Liov (1990-2007 și 2010-2013) și ministru al Educației și Științei din Ucraina (2007-2010)
- Anatoli Kinah (n. 1954), deputat ucrainean, prim-ministru al Ucrainei între anii 2001 și 2002
- Ghenadie Ciobanu (n. 1957), compozitor și om politic, fost Ministru al Culturii al Republicii Moldova (1997–2001)

## Vezi și
- Raionul Brătușeni